# Трофосфамид
Трофосфамид (известный также под торговым наименованием Ixoten или Иксотен) — это новый, экспериментальный цитостатический противоопухолевый химиотерапевтический лекарственный препарат алкилирующего типа действия. 
По химическому строению трофосфамид относится одновременно и к производным оксазафосфорина, и к диамидофосфатам, и к производным бис-β-хлорэтиламина.
В онкологической литературе он часто сокращается до аббревиатуры «TRO».